# Bronisław Sobolewski
Bronisław Paweł Sobolewski (ur. 25 czerwca 1870 w Jatwiezi nad Niemnem, zm. 4 lutego 1924 w Warszawie) – polski prawnik, minister sprawiedliwości.

## Życiorys
Ukończył studia na Wydziale Prawa Cesarskiego Uniwersytetu Warszawskiego. Następnie odbył praktykę w warszawskim sądownictwie i od 1901 prowadził własną kancelarię adwokacką. Znany obrońca w procesach politycznych, członek Koła Obrońców Politycznych w Warszawie (obok m.in. Stanisława Patka, Leona Berensona i Wacława Barcikowskiego). Był pracownikiem Rady Departamentu Spraw Wewnętrznych i Komisji Prawa Karnego Tymczasowej Rady Stanu. W 1917 po polonizacji sądownictwa w Królestwie Polskim został prokuratorem Sądu Apelacyjnego i wkrótce jego prezesem. W 1919 podczas wyborów do Sejmu Ustawodawczego był głównym komisarzem wyborczym. W latach 1920–1921 ponownie prowadził praktykę adwokacką, a od 1922 do śmierci był prokuratorem II Izby Sądu Najwyższego.
Od 2 września 1919 do 9 grudnia 1919 i od 19 czerwca 1921 do 6 czerwca 1922 był ministrem sprawiedliwości w rządach: Ignacego Jana Paderewskiego, Wincentego Witosa i Antoniego Ponikowskiego.
Pochowany został na cmentarzu Powązkowskim w Warszawie (kwatera 169-6-10). W 2022 z inicjatywy premiera Mateusza Morawieckiego grób ministra sprawiedliwości został odrestaurowany. Cały projekt był realizowany przez Fundację Stare Powązki we współpracy z Kancelarią Prezesa Rady Ministrów.

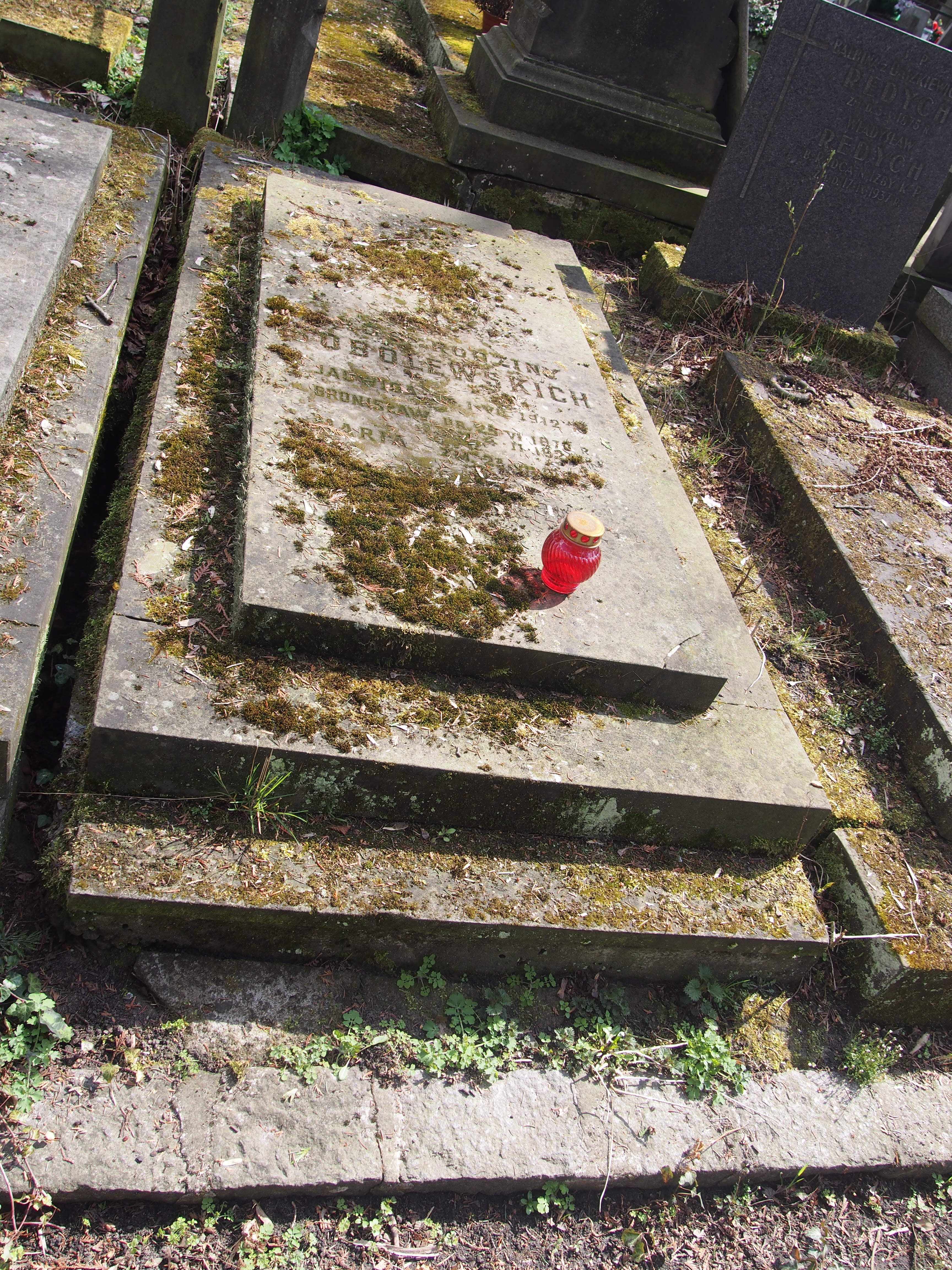
Grób Bronisława Sobolewskiego przed renowacją

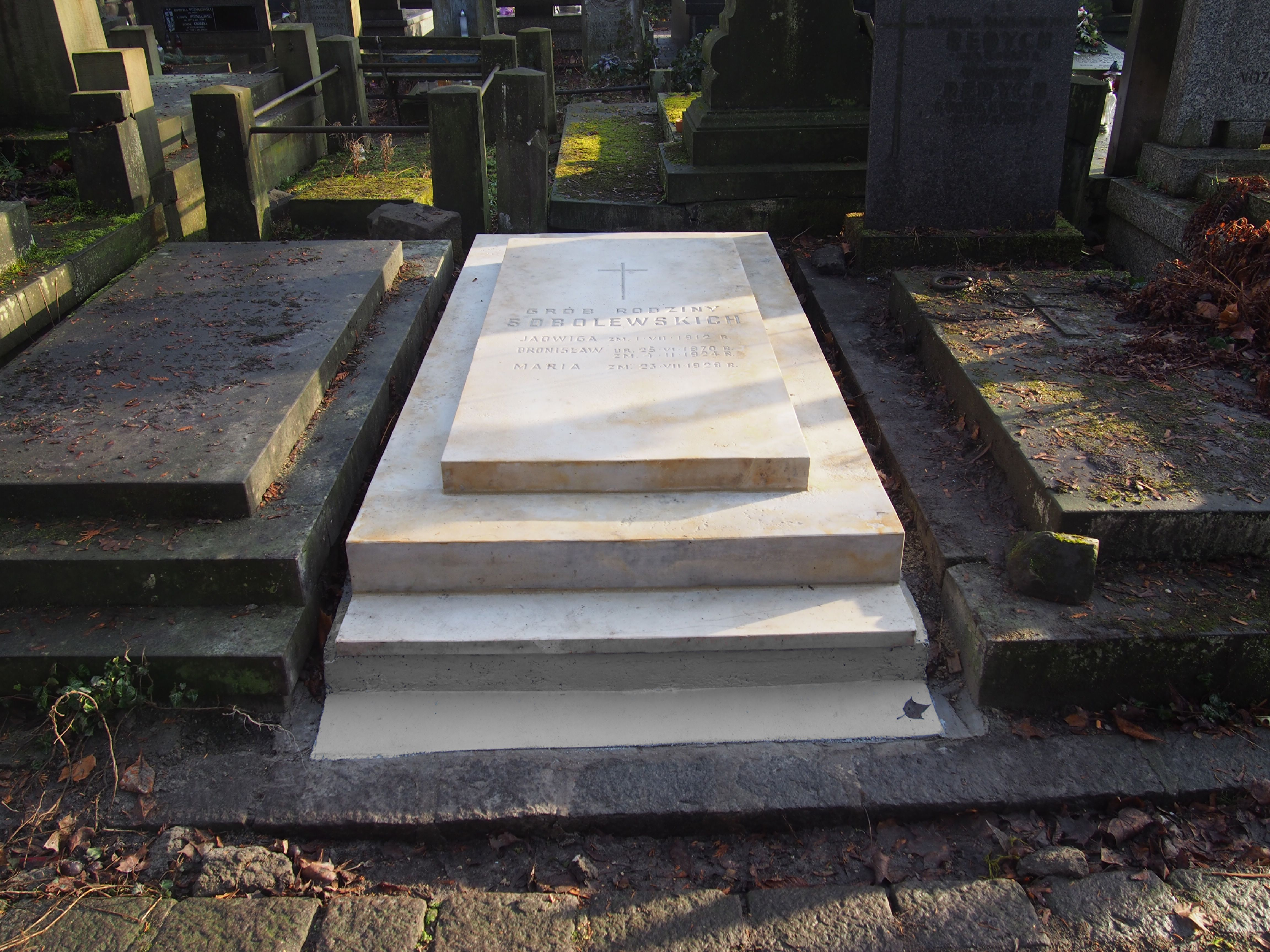
Grób Bronisława Sobolewskiego po renowacji

## Ordery i odznaczenia
- Krzyż Komandorski z Gwiazdą Orderu Odrodzenia Polski (2 maja 1923)[5][6]